# Leford Green

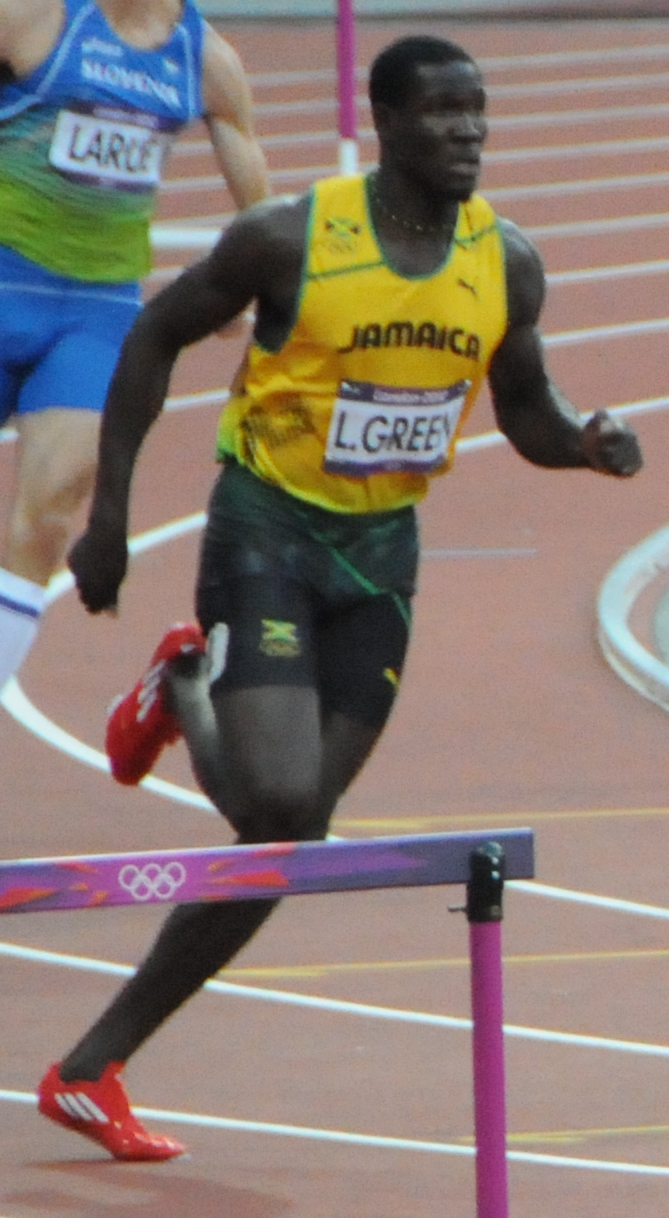
Leford Green (2012)

Leford Green (* 14. November 1986) ist ein jamaikanischer Leichtathlet, der sich auf den 400-Meter- und den 400-Meter-Hürdenlauf spezialisiert hat.

## Karriere
2007 trat Green bei den Leichtathletik-Weltmeisterschaften in Osaka für die jamaikanische 4-mal-400-Meter-Staffel an und kam im Finale zusammen mit Michael Blackwood, Ricardo Chambers und Sanjay Ayre mit einer Zeit von 3:00,76 Minuten auf Platz vier. 2010 wurde er jamaikanischer Meister über 400 Hürden. Bei den Zentralamerikanischen und Karibischen Leichtathletikmeisterschaften 2011 in Mayagüez (Puerto Rico) gewann er mit einer Zeit von 49,03 Sekunden Gold im 400-Meter-Hürdenlauf und eine Bronzemedaille mit der jamaikanischen 4-mal-400-Meter-Staffel.
Bei den Leichtathletik-Weltmeisterschaften 2011 in Daegu kam Green über die 400 Meter Hürden nicht über das Halbfinale hinaus, wo er mit einer Zeit von 49,29 Sekunden auf den vierten Platz kam. Für die jamaikanische 4-mal-400-Meter-Staffelmannschaft startete er im Finale zusammen mit Allodin Fothergill, Jermaine Gonzales und Riker Hylton und gewann mit einer Zeit von 3:00,10 Minuten die Bronzemedaille.
Bei den Olympischen Sommerspielen 2012 in London erreichte er den Finallauf über 400 Meter Hürden und belegte dort mit einer Zeit von 49,12 Sekunden den siebten Platz.

## Persönliche Bestzeiten
- 200 Meter: 20,61 Sekunden, 18. März 2011, Charlotte (North Carolina), USA
- 400 Meter: 45,46 Sekunden, 26. Juni 2011, Kingston, Jamaika
- 400 Meter Hürden: 48,47 Sekunden, 27. Juli 2010, Mayagüez, Puerto Rico